# Claude Duneton
Claude Duneton, né le 21 avril 1935 à Lagleygeolle (Corrèze) et mort le 21 mars 2012 à Lille (à 76 ans), est un écrivain, romancier et traducteur français, historien du langage, chroniqueur à la radio et dans la presse et comédien. Il milite en faveur des langues régionales, notamment l'occitan, et d'une langue française puisant sa source dans le peuple.

## Biographie

### Enfance et débuts dans la vie professionnelle
Fils de paysans, Claude Duneton vit une enfance rude sous l'Occupation, quitte l'école par manque d'argent et devient apprenti ajusteur à Brive. Il est à nouveau scolarisé en classe de cinquième à l'âge de 16 ans et, sautant des classes, il entame une scolarité brillante. Il termine major de sa promotion de l’École normale de Tulle et intègre même le prestigieux lycée Henri-IV à Paris.
De culture occitane, il devient cependant enseignant d'anglais, durant une quinzaine d'années,, puis abandonne la carrière. Il souhaite une langue française ouverte aux apports populaires et dialectaux, comme l'est, à ses yeux, la langue anglaise ; il l'évoque en 1973 dans son ouvrage Parler croquant, qui rencontre un « immense succès ».
Il se fait également connaître par ses livres sur l'institution scolaire et sur la difficulté à faire aimer les lettres en raison du conformisme de l'enseignement de la langue française et des préjugés de classe, comme il le développe dès 1976 dans son ouvrage Je suis comme une truie qui doute, puis dans Anti-manuel de français (1978), avec Jean-Pierre Pagliano, et dans À hurler le soir au fond des collèges : l'enseignement de la langue française en 1984. Il est également préfacier de l'ouvrage collectif Chère école de notre enfance (2010).

### Travaux sur le langage et dans l'édition
À la suite du succès de son ouvrage Parler croquant, le magazine Elle lui propose de tenir une rubrique de langage, au milieu des années 1970. Il y travaille durant presque quatre ans. À la suite de ces chroniques, il s'attèle à la rédaction de La Puce à l'oreille, publié en 1978, une anthologie des expressions populaires avec leur origine, comme l'indique son sous-titre, un de ses livres les plus populaires — dont deux nouvelles éditions revues et augmentées sont publiées, en 1984 et en 2001. Depuis cet ouvrage, il écrit de nombreux autres livres autour des expressions et du langage populaire, et est surtout connu comme un dénicheur d'expressions dont il cherche à retrouver les significations originelles et leurs dérivés ou, comme il les nomme lui-même, leurs « remotivations ».
À partir de 1981, aux côtés de Nicole Vimard, il devient directeur de collection de la nouvelle collection « Points Virgule » des éditions du Seuil. Dès sa création, les deux directeurs acceptent de publier la version française de l'ouvrage d'Howard Buten Quand j'avais cinq ans je m'ai tué, qui avait fait « un flop » dans sa langue originale. Howard Buten déclare vingt ans plus tard : « Cela a tout de suite marché. Le titre en français était meilleur qu'en anglais, la collection venait de démarrer ». L'ouvrage connaît alors le succès grâce à sa version française, et pour cela, « Nicole Vimard et Claude Duneton [sont] deux éditeurs auxquels il voue une reconnaissance éternelle. »
Il retrouve les manuscrits de l'œuvre d'Alain Cahen qu'il fait également publier à titre posthume chez Seuil en 1983, et dont il signe les préface ou postface.
La Chienne de ma vie, publié initialement en 1991, est un récit de son enfance corrézienne, durant l'Occupation. L'ouvrage, qui connaît plusieurs rééditions, est couronné du Prix 30 millions d'amis et du Prix Terre de France / La Montagne en 2007.
À partir du milieu des années 1990, il est chroniqueur au Figaro littéraire, dans la rubrique « Au plaisir des mots » ; en 2004 sont publiées certaines de ces chroniques, dans l'ouvrage du même titre Au plaisir des mots. Il écrit également des dizaines de tribunes pour L'Humanité.
Membre de l'association Défense de la langue française depuis 1996, il est nommé membre du Conseil supérieur de la langue française en 2003. 
Ses ouvrages autour de la langue française sont nombreux. Depuis La Puce à l'oreille en 1978, il écrit, entre autres, Le Bouquet des expressions imagées en 1990 — qui lui demande onze années de travail, et qui est récompensé par le Prix Roland de Jouvenel 1991, décerné par l'Académie Française — Le Guide du français familier en 1998, La Mort du français l'année suivante, Au plaisir des mots en 2004, Pierrette qui roule. Les terminaisons dangereuses en 2007, et son dernier ouvrage, Petit dictionnaire du français familier, paru l'année de sa mort, en 2012. 
Il contribue également à plusieurs ouvrages sur ce thème, en tant que préfacier, pour Pierre Merle Le Dico de l'argot fin de siècle (1996) et Nouveau dictionnaire de la langue verte (2007), pour Lorédan Larchey, Dictionnaire de l'argot parisien (1996), ou pour Albert Doillon Dictionnaire de l'argot (2007). De façon plus anecdotique, il fait partie du jury de l'académie de la Carpette anglaise.
Il propose en 1985, sous le titre Le Chevalier à la charrette, une adaptation depuis l'ancien français de l'ouvrage du XIIe siècle Lancelot ou le Chevalier de la charrette de Chrétien de Troyes, et traduit quelques ouvrages depuis l'anglais – par exemple, en 1991, La Duchesse de Malfi, pièce de théâtre de John Webster (XVIIe siècle).
Au début des années 1990, il présente sur France 3 l'émission Aléas : le magazine de l’imprévisible.

### Autour de la chanson française

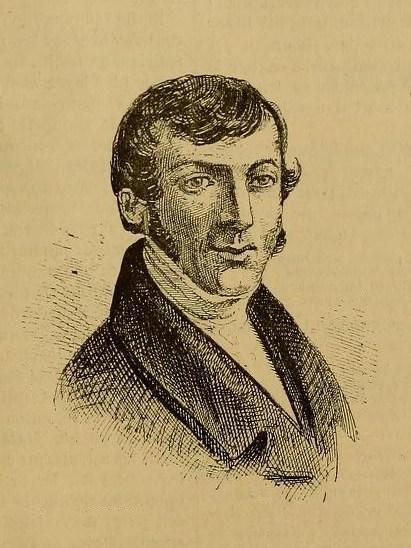
Émile Debraux (1796-1831), poète et chansonnier.

Il s'intéresse également à la chanson française et préface dans les années 1980 et 1990 plusieurs ouvrages sur le sujet, dont un de Renaud et deux de Gilles Vigneault. En 1984, il écrit La Goguette et la gloire autour du personnage du bossu Mayeux, personnage emblématique du Paris du milieu du XIXe siècle, créé par le dessinateur Traviès. En 1832, Douze aventures érotiques du bossu Mayeux, publiées de façon anonyme, sont censurées. À la suite de ses propres travaux, Claude Duneton attribue l'ouvrage au poète et chansonnier Émile Debraux (1796-1831). Il préface une nouvelle édition de ces Douze aventures érotiques du bossu Mayeux, publiée en 1995 aux éditions Les mille et une nuits, ouvrage dont la paternité est donc attribuée au chansonnier.
Ces travaux autour d'Émile Debraux le mènent vers un énorme nouveau projet qui lui prend quinze ans de travail : une Histoire de la chanson française, « monumental ouvrage » de 2 200 pages publié en 1998 aux éditions du Seuil en deux volumes : 1.– Des origines à 1780 et 2.– De 1780 à 1860. Comme il l'explique lui-même avec humour : « Je suis tombé sur Émile Debraux. J'étais tellement épaté par ce que je découvrais que je me suis dit : « C'est fou qu'un type pareil ait disparu sans laisser de trace. » En fait, je me suis lancé dans cette histoire pour faire connaître Debraux ! »
Il préface en 2003 l'ouvrage collectif Un siècle de chansons françaises (partitions avec paroles et musiques de 2 709 chansons de 1879 à 1999, en neuf volumes de 301 œuvres chacun) édité par la Chambre syndicale de l'édition musicale, puis, en tant que chanteur, enregistre également des reprises de chansons de goguettes du XIXe siècle, d'Émile Debraux — évoqué supra — ou de Charles Colmance, dans l'album La Goguette d'enfer, CD publié à titre posthume en 2014.

### Romans et œuvres historiques
Il écrit plusieurs romans, dont Le Diable sans porte en 1981, L'Ouilla en 1987, Rires d'homme entre deux pluies qui obtient en 1990 le Prix des libraires, ou Marguerite devant les pourceaux sélectionné pour le Prix Goncourt 1991.
Il fait aussi œuvre d'historien dans plusieurs ouvrages : Petit Louis, dit XIV, l'enfance du roi-soleil en 1985, et dans Le Monument, publié en 2004, qui narre la vie et la mort des jeunes gens dont les noms sont inscrits sur le monument aux morts de son village, micro-contribution à l'histoire de la guerre de 1914-1918. L'ouvrage est sélectionné pour le Prix Renaudot, et récompensé du Prix Maurice-Genevoix la même année. À la même époque, il redécouvre un recueil de poèmes d'Albert-Paul Granier, Les Coqs et les Vautours, témoignage de la Première Guerre mondiale publié à compte d'auteur en 1917, et le fait rééditer en 2008. En 2007 est publié son roman historique, La Dame de l'Argonaute, autour de la naturaliste française Jeanne Villepreux-Power (1794-1871).
L'histoire des jouets le passionne également. En 2005 paraît son ouvrage Au plaisir des jouets : 150 ans de catalogues, un essai illustré « mêlant avec bonheur histoire personnelle et grande histoire, références littéraires et considérations sociologiques », depuis le XIXe siècle.

### Cinéma et théâtre
Claude Duneton est aussi comédien. Il joue dans quelques téléfilms et dans une quinzaine de longs-métrages, dont deux sous la direction de Krzysztof Kieślowski. Également acteur de théâtre, il interprète entre autres la pièce radiophonique Probablement les Bahamas, du dramaturge britannique Martin Crimp, jouée en 2006 au Théâtre Ouvert pour Radio France dans une mise en scène de Louis-Do de Lencquesaing. 

### Vie personnelle
Il reçoit en 2006 un Prix d'Académie pour l'ensemble de son œuvre.
Partageant sa vie entre la maison familiale de ses parents à Lagleygeolle, village corrézien de son enfance, et Paris, il est père de quatre enfants, dont l'artiste Louise Duneton, et grand-père de l'acteur Louis Duneton.
Claude Duneton meurt à 76 ans, le 21 mars 2012 à Lille. Il est inhumé trois jours plus tard à Lagleygeolle.

### Hommage
Un volumineux ouvrage collectif lui rend hommage en 2023 Claude Duneton façon puzzle (éditions Unicité).

## Publications

### Auteur

#### Jusqu'en 1999
- Lâchez les chiens et La Porte ouverte, in Philip Martin, La Fille du canonnier, adaptation de Claude Duneton, R. Desroches, 1970
- Parler croquant, Paris, éd. Stock, 1973
- Je suis comme une truie qui doute, Paris, éd. du Seuil, 1976 Adapté au cinéma par Bertrand Tavernier dans Une semaine de vacances sorti en 1980.
- La Puce à l'oreille : anthologie des expressions populaires avec leur origine, Paris, Stock, 1978
  - nouvelle éd. revue et augmentée, Paris, éd. Balland, 1984
  - 2e nouvelle éd. revue et augmentée, Paris, éd. Balland, 2001
  - édition numérisée, 2020
- Anti-manuel de français à l’usage des classes du second degré, en collaboration avec Jean-Pierre Pagliano, Paris, éd. du Seuil, 1978 (Littérature/Documents)
- Le Diable sans porte, Paris, éd. du Seuil, 1981
- À hurler le soir au fond des collèges : l'enseignement de la langue française, en collaboration avec Frédéric Pagès, Paris, éd. du Seuil, 1984 (Sociologie/Anthropologie)
- La Goguette et la gloire : histoire érotique avec notes, calembours, et considérations salaces autour des Amours secrètes de M. Mayeux, Le Pré aux Clercs, 1984
- Petit Louis, dit XIV, l'enfance du roi-soleil, Paris, éd. du Seuil, 1985 (Littérature - Documents)
- L'Ouilla, Paris, éd. du Seuil, 1987
- Rires d'homme entre deux pluies, Paris, Grasset et Fasquelle, 1990 Prix des libraires 1990
- Le Bouquet des expressions imagées : encyclopédie thématique des locutions…, en collaboration avec Sylvie Claval, Paris, éd. du Seuil, 1990 Prix Roland-de-Jouvenel 1991, décerné par l'Académie française[14]
- Marguerite devant les pourceaux, Paris, Grasset et Fasquelle, 1991
- La Chienne de ma vie, lithographies d'Henri Cueco, Ed. Ponty, 1991 ; rééd. F. Janaud, 2000 ; rééd. Buchet-Chastel 2007 Prix 30 millions d'amis 2007 - Prix Terre de France/La Montagne 2007[9]
- Mots d'amour : petite histoire des sentiments intimes, Paris, éd. du Seuil, 1993 ; et rééd.
- Bal à Korsör, sur les traces de Louis-Ferdinand Céline : nouvelles, Paris, éd. Grasset et Fasquelle, 1994
- Le Voyage de Karnatioul, éd. du Laquet, 1997 (diffusion Tertium éditions)
- Histoire de la chanson française[13] (coffret - 2 volumes : vol. 1 - Des origines à 1780 ; vol. 2 - De 1780 à 1860), 2 200 pages, Paris, éd. du Seuil, 1998 (Danse/Musique)
- Le Guide du français familier, Paris, éd. du Seuil, 1998 (Dictionnaire/Encyclopédie)
- La Mort du français, Paris, éd. Plon, 1999

#### Depuis 2000
- Fraises des bois, ill. d'Henri Cueco, La Main parle, 2002
- Au plaisir des mots, Paris, éd. Balland, 2004 ; rééd. Denoël ; rééd. poche Points
- Le Monument : roman vrai, Paris, éd. Balland, 2004 Prix Maurice-Genevoix 2004[22]
- Loin des forêts rouges : roman, Paris, éd. Denoël, 2005
- Au plaisir des jouets : 150 ans de catalogues[24], Hoëbeke, 2005
- Les Origimots : album jeunesse, avec Nestor Salas, Paris, éd. Gallimard Jeunesse, 2006
- Pierrette qui roule. Les terminaisons dangereuses, Paris, éd. Mango, 2007
- La Dame de l'Argonaute, Paris, éd. Denoël, 2009 Roman historique autour de la naturaliste française Jeanne Villepreux-Power (1794-1871)
- « Marcelle », texte in Inconnues Corréziennes, résonances d'écrivains, ouvrage collectif, éd. Libel, 2009
- Jojo l'animain, ill. Marie Fatosme, conte jeunesse illustré, Tertium éditions, 2010
- Petit dictionnaire du français familier : 2 000 mots et expressions d'Avoir la pétoche à Zigouiller, Points, 2012

### Préfaces
Préfacier, sauf autre mention.
- Soaw Brikey , Les Petits-déjeuners de Zoémie : bande-photo, éditions de la Seine, 1979
- Alain Cahen, Les Jours de ma mort, éd. du Seuil, 1983
- Alain Cahen, Zig-zag, postface, éd. du Seuil, 1983
- Gilles Vigneault, Le Grand Cerf-volant : poèmes, contes et chansons, Ottawa, Nouvelles éditions de l'Arc, 1986
- Renaud Séchan dit Renaud, Le Temps des noyaux, suivi de Mistral gagnant : chansons et dessins, Seuil, 1988
- Alexandre Vialatte, Profitons de l'ornithorynque, Julliard, 1991
- Gilles Vigneault, De dunes en ports, ill. de Jean-Jack Martin, C. Pirot, 1993
- Gilbert Laffaille, La Ballade des pendules, C. Pirot, 1994
- Émile Debraux (attribué), Douze aventures érotiques du bossu Mayeux, éditions Les mille et une nuits, 1995[30]
- Pierre Merle, Le Dico de l'argot fin de siècle, éd. du Seuil, 1996
- Lorédan Larchey, Dictionnaire de l'argot parisien, ill. de J. Férat et Ryckebusch, éd. de Paris, 1996
- Jacques d'Arribehaude, L'Encre du salut 1966-1968 (Journal amoureux, 2), L'Âge d'homme, 1997
- Jean Tigé, Les Yeux du cœur : racines corréziennes, Ardi, 1997
- Ferny Besson, Alexandre Vialatte ou la Complainte d'un enfant frivole, éd. Jean-Claude Lattès, 1999
- Donadini : peintures : exposition, Galerie 26, 2000
- Maurice Dekobra, Les Courtisanes, Séguier, 2002
- Nathalie Solence, 43 chansons, Paris, N. Solence, 2003
- Patrick Moulou (dir.), Un siècle de chansons françaises : 1879-1919, CSDEM, 2003
- David Alliot, Chier dans le cassetin aux apostrophes : et autres trésors du vert langage des enfants de Gutenberg, Horay, 2004
- Agnès Tytgat, L'Univers symbolique de Georges Brassens, préf., André Tillieu ; avant-propos, Pierre Onténiente, Claude Duneton, D. Carpentier, 2004
- Éric Mazet et Pierre Pécastaing, Images d'exil : Louis-Ferdinand Céline, 1945-1951 : Cophenhague-Korsør, La Sirène, 2004
- Marcel Aymé, L'Art d'Aymé, éd. établie par Pierre Chalmin, avant-propos de Michel Lécureur, Le Cherche midi, 2004
- Anne de Rancourt, Comment élever un ado d'appartement ?, Chiflet & Cie, 2005
- Claude Ballaré, Retour d'image : 34 images d'expressions imagées : collages, préface de Gilbert Lascault, postface de Claude Duneton, Drosera, 2005
- Albine Novarino
  - Au fil des mots, l'amitié, Omnibus, 2006
  - Au fil des mots, l'amour, Omnibus, 2006
  - Au fil des mots, le bonheur, Omnibus, 2006
- Jacques Lambert, Gen Paul : un peintre maudit parmi les siens, La Table ronde, 2007
- Pierre Merle, Nouveau dictionnaire de la langue verte : le français argotique et familier du XXIe siècle, Denoël, 2007
- Chantal Le Bobinnec, Gen Paul à Montmartre, 1950-1964, éd. de Paris, 2008
- Albert-Paul Granier, Les Coqs et les Vautours : poèmes, Éd. des Équateurs, 2008 Rééd. de l'ouvrage publié à compte d'auteur en 1917[23], témoignage de la guerre 1914-1918
- Chantal Le Bobinnec, Ma drôle de guerre à 18 ans : Allemagne, 1942-1945, éd. de Paris, 2008
- David Alliot et François Marchetti, Céline au Danemark : 1945-1951, éd. du Rocher, 2008
- Georges Châtain, Balade en Limousin, éd. Alexandrines, 2009
- Marie-France Houdart, L'Or de la paille : de la tresse au cabas en pays de Beynat, éd. Maiade, 2009
- Chantal Sobieniak, Rebondissements dans l'affaire Lafarge, L. Souny, 2010
- Collectif, Chère école de notre enfance, Presses de la Cité, 2010
- Albert Doillon , Dictionnaire de l'argot : l'argent, la santé, le sexe, le sport, la violence, Robert Laffont, 2010
- Martine Sombrun-Tesnière, Et les chiens, alors ? : avec ou sans collier, éd. Edilivre Aparis, 2010
- Claude Ballaré, Comme qui dirait, éd. Finitude, 2011
- Pierre Caron, Ma singulière amitié avec Simenon, Montréal, Recto verso ; Ivry-sur-Seine, ADP, 2015

### Participations
- Entretien sur la langue française dans La langue française fait signe(s) : lettres, accents, ponctuation, de Rolande Causse, Seuil, 1998
- « Mon ami Alphonse Karr »[31] dans Balade dans le Var, coll. « Sur les pas des écrivains », éditions Alexandrines, Paris, 2010

### Traductions

#### De l'anglais vers le français
- Philip Martin, La Fille du canonnier, R. Desroches, 1970
- Colin MacKenzie, Ronald Biggs : l'homme du train postal (traduction de Ronald Biggs : the most wanted man), Stock, 1976
- Groucho Marx, Plumards, de cheval (adaptation française de Beds, 1930), coll. « Points », éd. du Seuil, 1983
- John Webster, La Duchesse de Malfi : théâtre (adaptation française de The Duchess of Malfi, 1614), Grasset, 1991

#### De l'italien vers le français
- Carlo Gozzi, Le Roi-cerf (adaptation française de Il re cervo, 1762), éd. du Laquais, 1997

#### De l'ancien français vers le français
- Chrétien de Troyes, Lancelot ou le Chevalier de la charrette (1176-1181), adaptation en français moderne de Claude Duneton et Monique Baile intitulée Le Chevalier à la charrette, Albin Michel, 1985

## Filmographie

### Cinéma
- 1980 : Douce enquête sur la violence, de Gérard Guérin
- 1983 : Le Grain de sable, de Pomme Meffre
- 1983 : Un bruit qui court, de Jean-Pierre  Sentier et Daniel Laloux
- 1986 : 37°2 le matin, de Jean-Jacques Beineix (version longue)
- 1987 : La Passion Béatrice, de Bertrand Tavernier
- 1989 : Tolérance, de Pierre-Henry Salfati
- 1991 : La Double Vie de Véronique, de Krzysztof Kieślowski
- 1991 : Le Coup suprême, de Jean-Pierre Sentier
- 1991 : L'Année de l'éveil, de Gérard Corbiau
- 1993 : Trois couleurs : Bleu, de Krzysztof Kieślowski
- 1994 : Quand j'avais cinq ans je m'ai tué, de Jean-Claude Sussfeld
- 1998 : Cinématon numéro 1934, de Gérard Courant
- 2005 : Première Séance (film, 2005), court métrage de Louis-Do de Lencquesaing
- 2005 : J'ai vu tuer Ben Barka, de Serge Le Péron
- 2007 : Tout est pardonné, de Mia Hansen-Løve
- 2009 : Le Bel Âge, de Laurent Perreau

### Télévision
- 1986 : L'Été 36, d'Yves Robert
- 1988 : Les Enquêtes du commissaire Maigret, épisode Le Chien jaune, de Pierre Bureau
- 1990 : L'Ami Giono, épisode Le Déserteur, de Gérard Mordillat
- 1995 : L'Instit, épisode 3-06, D'une rive à l'autre, d'Édouard Niermans : Armand Ledoux
- 2011 : E-Love, d'Anne Villacèque

#### Émissions
- Début des années 1990 : présentation de l'émission Aléas : le magazine de l’imprévisible sur France 3
- Appelez-moi Ferdinand, film documentaire de Gérard Follin, France, Antenne 2, 1980 ; sur Louis-Ferdinand Céline ; scénariste

## Théâtre
- 1974 : Le Coït interrompu, de Daniel Laloux et Jean-Pierre Sentier, Théâtre de la Tempête
- 1996 : L'Île du salut – Rapport 55 sur la colonie pénitentiaire, de Franz Kafka, mise en scène Matthias Langhoff, Théâtre de la Ville, TNP Villeurbanne, théâtre des Treize Vents
- 1999 : Fantômas, de Patrice Gauthier et Edith Scob d'après Marcel Allain et Pierre Souvestre, Café de la Maroquinerie
- 2006 : Probablement les Bahamas, de Martin Crimp, mise en scène Louis-Do de Lencquesaing, Théâtre Ouvert
- 2007 : Le Banquet francophone, de Jacques Bonnaffé et Claude Duneton, La Comète, Châlons-en-Champagne
- 2008 : La Chanson qui mord, de Catherine Merle et Claude Duneton, La Comète Châlons-en-Champagne, Théâtre du Rond-Point
- 2008 : La Jeune Fille de Cranach, de Jean-Paul Wenzel, mise en scène de l'auteur, Théâtre Dijon-Bourgogne, Théâtre de l'Union, tournée
- 2010 : La Ferme du Garet, d'après Raymond Depardon, adaptation et mise en scène Marc Feld
- 2010 : Au plaisir des jouets, d'après Claude Duneton, adaptation et mise en scène Marc Feld, Théâtre national de Chaillot

## Radio
- 1964 : L'Arbre, conte radiophonique inédit de et par Claude Duneton, le 30 octobre, Radiodiffusion française, station de Toulouse, et Inter-Variétés[32].
- 1981 : Album de famille, série documentaire de Jean-Pierre Pagliano en cinq épisodes du 20 au 24 avril, dans l'émission Les Nuits magnétiques de France Culture[réf. souhaitée]. Avec la participation de C. Duneton.
- 2006 : Probablement les Bahamas, pièce radiophonique en trois épisodes de Martin Crimp, mise en scène Louis-Do de Lencquesaing, Théâtre Ouvert et Radio France[25].

## Discographie
Acteur ou narrateur
- François Rabelais, édité par Buda Musique :
  - La Naissance de Gargantua, 2003, CD
  - Gargantua, 2003, CD
  - Gargantua à Paris, 2003, CD
  - Gargantua contre Picrochole, 2005, CD
  - La Victoire de Gargantua, 2005, CD

Chanteur
- La Goguette d'enfer, reprises de chansons de goguettes du XIXe siècle, d'Émile Debraux ou de Charles Colmance, interprétées par Claude Duneton, éditions Éponymes, CD 11 chansons, 2014[33]

## Distinctions
- Prix des libraires 1990 pour Rires d'homme entre deux pluies
- Prix Roland de Jouvenel 1991, décerné par l'Académie française, pour Le Bouquet des expressions imagées[14]
- Sélection Prix Goncourt 1991 pour Marguerite devant les pourceaux[20]
- Médaille de bronze de Florian en 2002[34]
- Nommé membre du Conseil supérieur de la langue française en 2003[12]
- Prix Maurice-Genevoix 2004 pour Le Monument[22]
- Sélection Prix Renaudot 2004 pour Le Monument[21]
- Prix d'Académie 2006 pour l'ensemble de son œuvre[26]
- Prix 30 millions d'amis 2007 pour La Chienne de ma vie
- Prix Terre de France / La Montagne 2007 pour La Chienne de ma vie[9]